# دوري لوكسمبورغ الوطني
دوري لوكسمبورغ الممتاز (باللوكسمبورغية: Nationaldivisioun) هي الدرجة الممتازة لكرة القدم في لوكسمبورغ، ويشارك في الدوري الممتاز 14 نادي. وتم تأسيسه في عام 1910.